# 劉夢熊
劉夢熊（英語：Lew Mon-hung，1948年12月11日—），香港商人，籍貫廣東台山，於1968年上山下鄉到東莞長安落戶，於1973年游泳偷渡到香港，此後在香港一直從事期貨及外匯炒賣等高風險行業；曾經擔任第11屆全國政協委員及外事委員會委員、香港特區政府策略發展委員會委員、百家戰略智庫主席、香港上市公司佳訊控股（港交所：0030）董事局主席兼執行董事及東方明珠創業（港交所：0632）董事局副主席。長期支持保釣運動，也聲援中國大陸三聚氰胺奶受害者維權群體結石寶寶之家發起人趙連海。
此外，劉夢熊曾經擔任中央政策組非全職顧問、國際資源集團（前身為信用咭防盜及智富能源金融）（港交所：1051）主席、世界最大華資投資銀行及證券行「京華山一國際（香港）有限公司」首席顧問、《鏡報月刊》之出版機構董事，又撰寫《文匯報》「指點江山」、《東方日報》「指點江山」專欄，他當年強烈支持梁振英參與2012年行政長官選舉，曾常嚴厲批評民主派人士，但自2013年與梁振英反目後則強烈批評梁振英及特區政府及其政策。

## 簡歷

### 早期生活
劉夢熊籍貫廣東台山，於1948年出生於廣東省台山，其祖父爲在加拿大多倫多餐廳工作的華僑，劉於1966年在广州華南師範大學附屬中學畢業。
劉夢熊聲稱於1968年11月在上山下鄉運動中到東莞插隊。
劉夢熊經過6日6夜荒山野嶺游水偷渡，在1973年9月23日到殖民地政府治下的英屬香港，並在一間生產不鏽鋼餐具的工廠出任主管一職。

### 財經界發展
1976年4月，劉夢熊開始投身金融界，先後接觸日本期貨、美國期金、九九金、外匯、證券、投資銀行（買殼、賣殼）等經紀業務。劉夢熊在多間金融機構工作，歷任營業代表、經理、總經理、總裁、董事兼首席顧問等職務：
- 1976年：西王商事期貨（日資）——營業代表
- 1988年，震寰有限公司（台灣）
- 1991年：平和集團——首席顧問
- 1994年：運通國際——顧問、總裁
- 1996年：正達外匯——首席顧問
- 1997年：英皇金融——首席顧問
- 1998年：京華山一國際(香港)有限公司——首席顧問
- 2002年：智富能源金融——董事局主席及執行董事
- 2009年：國際資源集團（前身為智富能源金融）——董事局主席
- 2009年：佳訊控股董事局主席兼執行董事及東方明珠創業——副主席。
- 鏡報文化企業——董事

劉夢熊曾在日本期貨、外匯方面業績打破當時全行紀錄。在1991年至1993年出任平和集團首席顧問時，曾連續三年榮獲「金融精英」金牌。1980年代及1990年代劉夢熊曾長駐台灣並出任金融機構總裁，便曾以最高票當選台灣國際商品協會常務理事。
後來劉夢熊主力從事上市公司收購合併工作，他更曾創出9個月內連續完成三項重大併購的行內紀錄，其中曾游說九倉集團（港交所：00004）主席吳光正，促成和成國際（中海船舶重工集團有限公司（港交所：0651）前身）收購九倉旗下上市公司寶福集團（港交所：0021）34.87%的股權，使和成國際以3.5億資金控股有6.1億資產規模的企業。故有「香港借殼大王」、「香港殼王」（《香港商報》）、「借殼教父」、「期貨教父」（《人民日報》、《香港商報》)、「買殼教父」（《深圳商報》）、「DEAL王」（《快周刊》）、「KING OF SHELL GAME」（《南華早報》）、「金融紅娘」（《中國企業家月刊》）等稱。
1989年，劉夢熊曾在台灣出版《期貨決勝108篇》一書，書內獲兩岸名人題辭、作序，轟動業界，其更被台灣報章譽爲「國內兩大名筆」、「超級營業員」。該書在1993年1月由廣州出版社發行大陸版，並被全國各期貨交易所及經紀公司採用爲基礎教材。及後再發行六個版本，有過10萬銷量，獲《全國優秀暢銷書》、《全國城市出版社優秀圖書二等獎》、《粵版優秀暢銷書》等。1994年再推出香港版，有「期貨孫子兵法」之稱。
2006年，劉夢熊被中國大陸評選爲全國優秀民營企業家、中華十大企業管理英才。2007年，被評爲「2007年世界傑出華人獎」得主、美國加州聖格拉斯加大學榮譽博士。劉夢熊亦曾為北京大學國際投資協會顧問。

### 政壇發展
1994年11月，劉夢熊被聘爲廣州市政府決策諮詢顧問。2006年至2007年，劉夢熊出任香港特區政府中央政策組非全職顧問；又曾參加2006年選舉委員會界別分組選舉，在第四組別的資訊科技界以247票落選。2008年，劉夢熊當選全國政協香港區委員。
近年，劉夢熊定期在香港中文報章《東方日報》有一時事評論專欄〈指點江山〉，經常以支持中國政府、香港政府以及批評泛民主派及台灣的民進黨為內容。劉夢熊雖然與泛民主派不合，但在1996年8月，他卻與已故的陳毓祥等組織全球華人保釣大聯盟，並擔任發言人。
在2012年香港特首選舉期間，劉夢熊為梁振英拉票。2月7日，唐英年僭建事件爆出後，劉派人到唐宅外派發《敦促唐英年退選書》。3月4日，當時主管港澳事務的中央政治局常委習近平最先與劉夢熊握手，全國政協常委陳永棋指劉是刻意霸位，向選委營造習握手祝福的假象。
2013年1月25日，即劉夢熊公開對行政長官梁振英的指控後翌日，其專欄〈指點江山〉遭《東方日報》撤回；文匯報的〈指點江山〉則繼續出版，其後利用傳媒嘲諷梁振英。

## 事件

### 出席「江湖飯局」
2012年3月7日，星島新聞集團旗下《東周刊》報導，梁營競選辦公室主要人物羅范椒芬、鄧淑德、劉夢熊等人，曾與綽號「上海仔」的江湖人物郭永鴻，在流浮山小桃園出席飯局，密會新界鄉紳拉票。事件因涉及香港黑社會及多位知名新界鄉紳，如梁福元、侯志強等人，令傳媒廣泛關注，亦引起香港社會對「黑金政治」的憂慮。
事件被揭發后，羅范椒芬承認當日有出席飯局，與會是由劉夢熊牽線，主要為了了解鄉紳對僭建問題的意見。她強調不清楚所有出席飯局人士的背景，又指結賬時有鄉紳慷慨請客，但她與競選辦人員已即時婉拒並付款。惟當時情況混亂，席間有數名鄉紳沒付款，即竸選辦有可能宴請了部份選委，或觸犯選舉條例。
劉夢熊則形容飯局一事是有人插贓嫁禍，他指出席飯局的「上海仔」，是上水鄉委會主席侯志強的朋友，在競選辦成員將近離開時才現身。不過后來又有新版本，他指「上海仔」郭永鴻是透過一位有軍方背景的北京高層人士介紹，並引述該北京高層指「上海仔」聲言掌握唐英年官商勾結的黑材料。

### 與梁振英反目
2013年1月24日，《陽光時務週刊》刊登劉夢熊的訪問。劉夢熊透露，自己曾通過某中共高層智囊，直接向北京推薦梁振英，並成功拉攏香港銷量最高報章的老闆全力挺梁。劉指：「現在的反對派怎樣吵也好，香港市民也不會太重視，但如果我這個頭號支持者和功臣出來反對他，就不同了。」劉夢熊爆料，梁振英所指曾找過兩名專業人員及一名律師到大宅檢查並沒有發現僭建問題的說法「絕對是子虛烏有」。劉指，當時曾親自致電時任梁振英競選辦公室主席的張震遠尋求協助梁，但張回應指梁的說法並不真確，根本沒有所謂「兩名專業人士和一個律師」。劉批評梁的說法是「作故事，涉及誠信問題，等如欺騙市民、欺騙中央」。劉繼指：「他答應我入行政會議不兌現，答應唯一推薦我做政協常委也不兌現，我覺得這個人真是言而無信，不知道誠信為何物。」劉夢熊稱透露梁振英資料不是為報復。

### 涉案及入獄
1月25日，《東方日報》報道，劉夢熊、上市公司東方明珠石油（00632）董事局主席兼行政總裁黃坤以及一名女子早於1月8日下午被廉政公署拘捕，理由是懷疑有人投資一項石油業務時涉嫌行賄受賄。經過一晚通宵扣留，三人至翌日晚上才獲准保釋外出。在1月26日凌晨，劉夢熊發表「緊急聲明」指《蘋果日報》當日頭版的報道「純屬造謠」，否認向王光亞提過他被廉署調查的事和要求晉身全國政協常委而被拒。另外，劉夢熊亦稱從未接觸過哈薩克駐港外交人員，洽談石油業務。同日下午，劉夢熊再次發表聲明，強調自己的說法千真萬確，並表示願意和梁振英一同接受測謊機的測試；假如自己未能通過測試，便會由香港國際金融中心二期跳下，「以一死謝天下」。
劉夢熊因東方明珠案發信及電郵威嚇特首梁振英及廉政專員白韞六，要求二人終止其東方明珠案的刑事調查，被控妨礙司法公正。及後，於2016年2月29日在區域法院被裁定罪名成立，判監18個月，在赤柱監獄服刑，2017年2月27日刑滿出獄。2018年3月2日，香港高等法院上訴法庭拒絕劉夢熊的上訴許可申請。其後他向終審法院提出「終極上訴」獲批出上訴許可，2019年5月9日開庭審議後上訴遭駁回，劉夢熊以「擊鼓鳴冤，證實是冤，擊鼓有罪，千古奇冤」16個字來形容心情。
2020年4月3日，政府刊憲（第24卷第14期第1548號公告），因為妨礙司法公正罪成而判監超過一年，將前全國政協委員劉夢熊從香港特區授勳名單剔除，被褫奪於2010年獲頒的銅紫荊星章，本人在中午於其facebook專頁表示此星章「於我如浮雲」並稱「公道自在人心」。

## 政見及言論

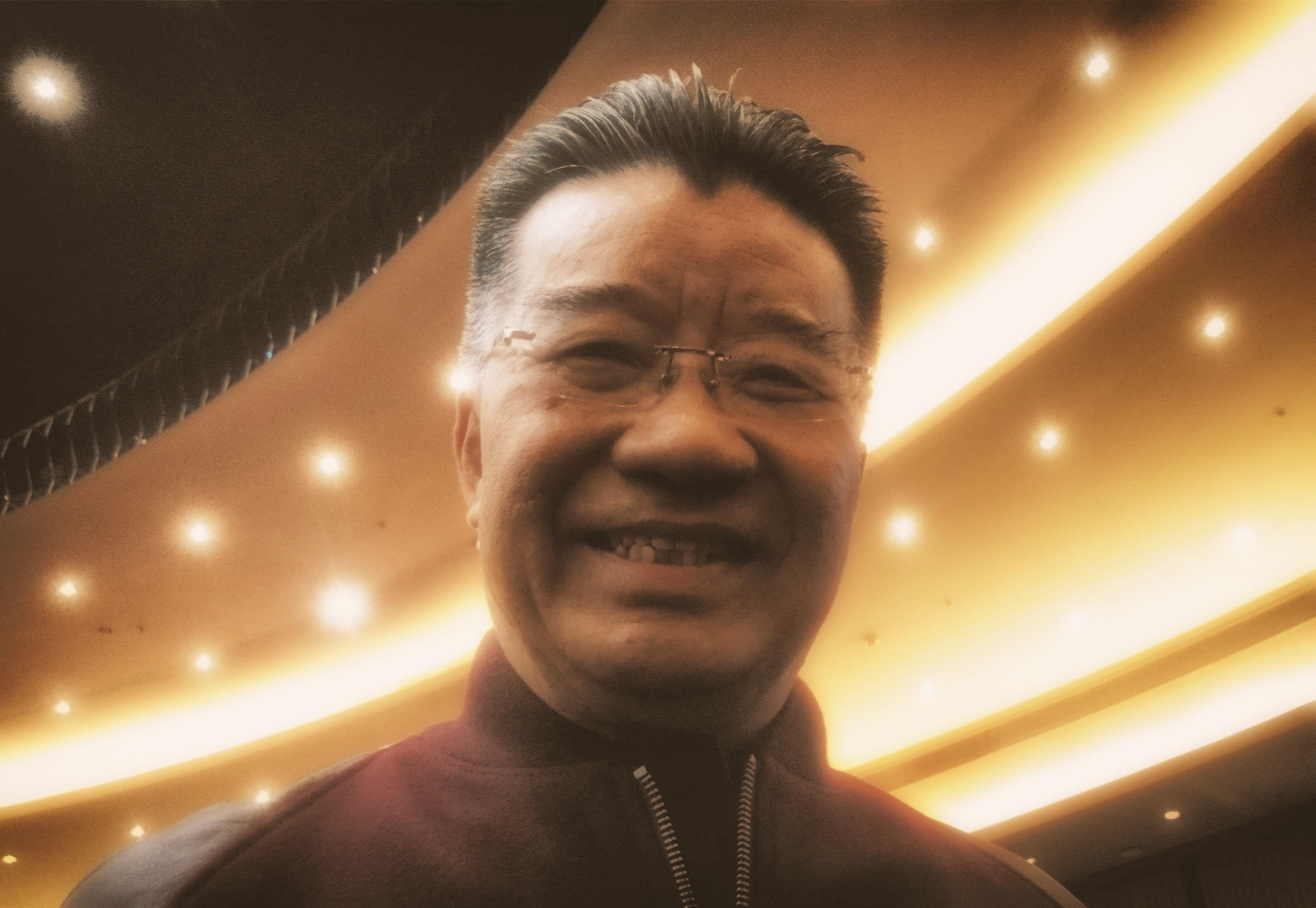
劉夢熊於九龍灣國際展貿中心

2013年前劉夢熊政治立場非常親中，除了是港區全國政協委員外，他在2012年初還極力支持梁振英參選特首；但2013年後其因故與梁反目、更被捲入刑事案並因此入獄後，與梁振英完全決裂並疑似因此大幅轉向，經常勇於批評香港政府和中华人民共和国政府的政治腐敗問題，頻繁地就金融業、時事、中國外交政策評論發表評論，更不時出席香港電台的直播時事論壇節目《城市論壇》上發言，並加入網絡媒體謎米香港及成為民主派政黨人民力量旗下謎米網台節目「Dream Bear天下」的主持人。雖則如此，其人作為強烈的大中華主義者及建制派出身，言論仍保有濃厚建制及大中華色彩，對非建制派依然保持一定距離亦無表達過對其強烈支持，政治立場較趨近兩邊抨擊的中間派。
亦可能因為如此，劉夢熊十分反對港獨和台獨，於換柱爭議發生前極力支持洪秀柱參加2016年中華民國總統選舉，曾為「香港洪秀柱後援總會」首席會長；亦曾稱示威者舉港英旗「喪心病狂」，打出『中國人滾回中國去』、『香港要獨立』、『南京條約萬歲』一類荒唐口號，與基本法的規定對着幹，按照23條已屬叛國、分裂國家行為，必須立法制止。
然而，刘梦熊在袁莉访谈时，亦声称《港版国安法》等措施违背一国两制，认为香港泛民主派是“爱国的”。
劉夢熊為人言論突出，經常惹來爭議，臚列如下：
- 劉夢熊曾指出，香港的普選並非聯合國公約訂明的「一人一票」之定義。（當問及對普選的定義）
- 劉夢熊指香港政府應重振公權力，且曾蔭權政府正面對三大問題：過度依賴房地產發展的模式，政府缺乏制訂長遠規劃，香港存在結構性失業問題。又曾在網上媒體指特首曾蔭權的施政又急又亂又散，水平僅屬三流政客[32]。
- 劉夢熊就公民黨及社民連進行的「五區總辭，變相公投」運動大表批評，認為是荒謬，大搞顏色革命，直指有些人在試圖讓香港獨立，又提出讓五區議席懸空。
- 劉夢熊就孔慶東辱罵港人事件中指「香港人屬於中國人，孔慶東侮辱香港的同胞即侮辱自己同胞，背離北大教授及孔子後人的身份，更踐踏及挑戰中央倡導和諧社會的理念...北京大學是五四運動的發源地，孔的言論違背了北大的『兼容並包』精神，孔慶東的說法與主流民意沾不上邊，他不能代表大陸同胞，三聚氰胺毒奶粉氾濫成災的時候，大陸同胞用腳向香港投下信任一票，跑到港搶購奶粉，是對香港的誠信體系、契約精神充滿信心的表現。」[33]
- 對於趙連海案，劉夢熊支持趙氏，更指所謂趙連海「自願」放棄抗辯不合常理，實為中國司法機關壓逼所致。[34]
- 2012年初劉夢熊曾大力支持梁振英出任特首，在唐英年發生大宅僭建風波後，他曾在唐宅約道7號外發表公開信，呼籲唐英年退選。但後來未知是否因為未獲梁振英邀請加入行政會議，加上有關劉夢熊在特首選舉期間被指拉攏江湖人士以靠近鄉事派，希望鄉事派支持梁振英，而失去梁振英對他的信任，加上他口不擇言的批評，怕會影響他的施政。6月24日，當梁振英發生大宅僭建風波後，他在接受now寬頻電視的訪問時，稱梁振英指寓所僭建是無心之失的說法不能接受[35]。而之後他於釣魚台事件發生後表示：「保釣勇士凱旋歸來，竟然沒有一個港府官員到場接機、接船，梁振英管治班子政治水平之低、歷史素養之劣，實在令人遺憾！」[36]之後經常在電台當特別嘉賓時亦經常批評梁振英的施政。
- 2023年，针对中国大陆出现的经济危机，刘梦熊在被认为亲北京的《联合早报》上发表社论《问题在经济，根子在政治》，不点名地批评习近平，引述温家宝的言论 （页面存档备份，存于）主张中国应该进行政治体制改革，引发极大关注。[37]随后，刘梦熊在播客节目《不明白播客》中接受袁莉采访时，主张实行“党政官员财产申报公示”制度，“淡化意识形态”，批评“国家安全、反间谍”的“泛化滥用”，认为“港版国安法”等政策导致香港成为“国际金融中心遗址”。在提及其爱国立场时，刘梦熊认为自己始终是“爱国港商”，并称自己曾参与香港声援六四的游行示威，将六四事件称为“学生市民爱国民主运动”，并称自己“相信香港包括泛民主派在内的绝大多数的香港市民，包括移民到海外的这些香港市民，都是爱国的”。[31]

## 軼事
劉夢熊自1996年10月開始出任香港（海外）文學藝術家協會副主席至今。

## 外部連結
- 劉夢熊的Facebook專頁
- 劉夢熊的YouTube頻道（页面存档备份，存于）